# The Essential Judas Priest
The Essential Judas Priest — збірка пісень англійської групи Judas Priest.

## Композиції
1. Judas Rising — 3:52
2. Breaking the Law — 2:35
3. Hell Bent for Leather — 2:40
4. Diamonds & Rust — 3:26
5. Victim of Changes — 7:47
6. Love Bites — 4:47
7. Heading Out to the Highway — 3:45
8. Ram It Down — 4:48
9. Beyond the Realms of Death — 6:51
10. You've Got Another Thing Comin' — 5:09
11. Jawbreaker — 3:25
12. A Touch of Evil — 5:54
13. Delivering the Goods — 4:16
14. United — 3:35
15. Turbo Lover — 5:33
16. Painkiller — 6:06
17. Metal Gods — 4:04
18. The Hellion — 0:41
19. Electric Eye — 3:39
20. Living After Midnight — 3:30
21. Freewheel Burning — 4:42
22. Exciter — 5:33
23. The Green Manalishi (With the Two Pronged Crown) — 4:42
24. Blood Red Skies — 7:05
25. Night Crawler — 5:44
26. Sinner — 6:43
27. Hot Rockin' — 3:17
28. The Sentinel — 5:04
29. Before the Dawn — 3:23
30. Hell Patrol — 3:37
31. The Ripper — 2:50
32. Screaming for Vengeance — 4:43
33. Out in the Cold — 6:27
34. Revolution — 4:42
35. Dissident Aggressor — 3:07
36. Better By You, Better Than Me — 3:24
37. Grinder — 3:58
38. Desert Plains — 4:36
39. Riding on the Wind — 3:07
40. Rock Hard Ride Free — 5:34
41. All Guns Blazing — 3:56